# Liparis jovispluvii
Liparis jovispluvii är en orkidéart som beskrevs av C.S.P.Parish och Heinrich Gustav Reichenbach. Liparis jovispluvii ingår i släktet gulyxnen, och familjen orkidéer. Inga underarter finns listade i Catalogue of Life.